# Listă de filme animate românești
Aceasta este o listă a celor mai reprezentative filme animate românești, în dreptul cărora este indicat anul apariției și regizorul sau regizorii peliculei (acolo unde aceste date sunt cunoscute).

## Filme
| 1   | A fost odată un clovn                                | (1984) | Liana Petruțiu                                              |
| 2   | A trăi                                               | (1983) | Clemansa Gita Sion                                          |
| 3   | Adresantul cunoscut                                  |        | Nell Cobar                                                  |
| 4   | Albina și porumbelul                                 | (1951) | Ion Popescu Gopo                                            |
| 5   | Alfabetul                                            |        | Iulian Hermeneanu                                           |
| 6   | Allo, hallo                                          | (1962) | Ion Popescu Gopo                                            |
| 7   | Alter-ego                                            |        | Mihai Bădică                                                |
| 8   | Amicii noștri                                        |        | Nell Cobar                                                  |
| 9   | Animamagic                                           | (1980) | Ion Popescu Gopo                                            |
| 10  | Anotimpul fericit                                    |        | Olimp Vărășteanu                                            |
| 11  | Anotimpurile                                         |        | Florin Anghelescu                                           |
| 12  | Arca lui Noe                                         | (1976) | Horia Ștefănescu                                            |
| 13  | Arena                                                | (1981) | Zoltan Szilagyi                                             |
| 14  | Ascensiunea                                          |        | Virgil Mocanu                                               |
| 15  | Aventură la muzeu                                    | (1956) | Pascal Rădulescu                                            |
| 16  | Aventurile lui Pin-Pin                               | (1990) | Luminița Cazacu                                             |
| 17  | Avionul de hârtie                                    |        | Tatiana Apahidean                                           |
| 18  | Bagheta                                              | (1972) | Gelu Mureșan                                                |
| 19  | Balada                                               |        | Bob Călinescu                                               |
| 20  | Balada lui Tudor                                     | (1984) | Ion Truică                                                  |
| 21  | Baladă pentru mărgica albastră                       | (1983) | Luminița Cazacu                                             |
| 22  | Balaurul care nu era ca toți ceilalți                | (1981) | Laurențiu Sârbu                                             |
| 23  | Balena                                               | (1966) | Constantin Mustețea                                         |
| 24  | Basm                                                 | (1966) | Virgil Mocanu                                               |
| 25  | Băiatul și cărbunele                                 | (1967) | Ștefan Munteanu                                             |
| 26  | Băiatul și porumbelul                                | (1968) | Liana Petruțiu                                              |
| 27  | Bărbatul de la Adam până astăzi                      | (1927) | Aurel Petrescu                                              |
| 28  | Băutura blestemată                                   |        | Laurențiu Sârbu                                             |
| 29  | Bizanț după Bizanț                                   |        | Adrian Petringenaru                                         |
| 30  | Brezaia                                              | (1968) | Adrian Petringenaru                                         |
| 31  | Bună dimineața, poveste                              | (1970) | Luminița Cazacu                                             |
| 32  | Cadoul                                               |        | Ion Truică                                                  |
| 33  | Cadru cu cadru                                       | (1981) | Ion Popescu Gopo                                            |
| 34  | Cale lungă                                           | (1976) | Adrian Petringenaru                                         |
| 35  | Caligrafie                                           |        | Olimpiu Bandalac, Radu Igaszag, Zeno Bogdănescu, Lajos Nagy |
| 36  | Caligrafie                                           | (1982) | Radu Igazsag, Zeno Bogdănescu, Olimpiu Bandalac, Lajos Nagy |
| 37  | Calomnierea calomniei                                | (1970) | Bob Călinescu                                               |
| 38  | Câmpul                                               |        | George Sibianu                                              |
| 39  | Cântec pentru o veveriță                             |        | Bob Călinescu                                               |
| 40  | Capete, figuri politice                              | (1927) | Aurel Petrescu                                              |
| 41  | Capra cu trei iezi                                   | (1947) | Aurel Petrescu                                              |
| 42  | Carnavalul                                           | (1972) | Ion Truică                                                  |
| 43  | Cartea cu guturai                                    | (1985) | Liana Petruțiu                                              |
| 44  | Cartea de flori                                      | (1979) | Benone Șuvăilă                                              |
| 45  | Casa                                                 | (1984) | Zeno Bogdănescu                                             |
| 46  | Casa bunicilor                                       | (1979) | Ion Manea                                                   |
| 47  | Căciulița cu ciuc roșu                               | (1964) | Constantin Popescu                                          |
| 48  | Căluțul cu coama albastră                            | (1969) | Tatiana Apahidean                                           |
| 49  | Căluțul de foc                                       | (1959) | Iulian Hermeneanu                                           |
| 50  | Cătălin și Cătălina                                  |        | Laurențiu Sârbu                                             |
| 51  | Chiț în pericol                                      | (1956) | Bob Călinescu                                               |
| 52  | Cine a furat apa?                                    |        | Genoveva Georgescu                                          |
| 53  | Cine a găsit mănușa                                  |        | Constantin Mustețea                                         |
| 54  | Cine a găsit vise frumoase                           |        | Liana Petruțiu                                              |
| 55  | Cine a pierdut girafa                                |        | Luminița Cazacu                                             |
| 56  | Cine râde la urmă                                    | (1986) | Lucian Profirescu, Ion Manea, Artin Badea                   |
| 57  | Ciopârțilă                                           |        | Iulian Hermeneanu                                           |
| 58  | Circus                                               | (1991) | Dinu Șerbescu                                               |
| 59  | City                                                 |        | Florin Anghelescu                                           |
| 60  | Ciufulici                                            | (1966) | Laurențiu Sârbu                                             |
| 60  | Clepsidra                                            | (1972) | Ion Popescu Gopo                                            |
| 61  | Cocorul                                              |        | Bob Călinescu                                               |
| 62  | Cojoacele babei Dochia                               |        | Tatiana Apahidean                                           |
| 63  | Concurs                                              |        | Adrian Petringenaru                                         |
| 64  | Condiția Penelopei                                   | (1976) | Luminița Cazacu                                             |
| 65  | Construiește-ți o casă                               | (1983) | Mihai Bădică                                                |
| 66  | Contrabandiștii                                      |        | George Sibianu                                              |
| 67  | Cotidiene                                            | (1964) | Olimp Vărășteanu                                            |
| 68  | Crepuscul                                            |        | Ion Truică                                                  |
| 69  | Cronos                                               |        | Călin Cazan                                                 |
| 70  | Cuiul                                                |        | Bob Călinescu                                               |
| 71  | Culoarea                                             |        | Dinu Petrescu                                               |
| 72  | Cum a plecat nota 3                                  |        | Isabela Petrașincu                                          |
| 73  | Cuvinte                                              | (1968) | Constantin Mustețea                                         |
| 74  | D-ale organigramei                                   |        | Matty Aslan                                                 |
| 75  | D-ale organigramei no. 2                             |        | Matty Aslan                                                 |
| 76  | D-ale organigramei no. 3                             | (1976) | Matty Aslan                                                 |
| 77  | D-ale zilei I                                        | (1923) | Aurel Petrescu                                              |
| 78  | D-ale zilei II                                       | (1923) | Aurel Petrescu                                              |
| 79  | D-ale zilei III: Politică-Modă-Finanțe-Import-Export | (1926) | Aurel Petrescu                                              |
| 80  | D-ale zilei IV                                       | (1927) | Aurel Petrescu                                              |
| 81  | De ce n-are ursul coadă                              |        | George Sibianu                                              |
| 82  | De ziua bunicii                                      |        | Iulian Hermeneanu                                           |
| 83  | Defect                                               |        | Virgil Mocanu                                               |
| 84  | Desen pentru o pasăre                                | (1970) | Letiția Popa                                                |
| 85  | Din nou Formica                                      |        | Matty Aslan                                                 |
| 86  | Doi iepurași                                         | (1952) | Ion Popescu Gopo                                            |
| 87  | Doi într-o barcă                                     |        | Matty Aslan                                                 |
| 88  | Domnul Goe                                           | (1956) | Bob Călinescu                                               |
| 89  | Două creioane                                        | (1965) | Iulian Hermeneanu                                           |
| 90  | Drumul drept                                         |        | Olimp Vărășteanu                                            |
| 91  | Duluș și Lăbuș                                       |        | Bob Călinescu                                               |
| 92  | Dumbrava minunată                                    |        | Olimp Vărășteanu                                            |
| 93  | Duminica șerifului                                   | (1971) | Adrian Nicolau                                              |
| 94  | După amiezele Penelopei                              | (1977) | Luminița Cazacu                                             |
| 95  | E pur si muove                                       | (1979) | Ion Popescu Gopo                                            |
| 96  | Ecce Homo                                            | (1978) | Ion Popescu Gopo                                            |
| 97  | Efectul unghiurilor                                  | (1981) | Ion Popescu Gopo                                            |
| 98  | Energica                                             | (1980) | Ion Popescu Gopo                                            |
| 99  | Eu + Eu = Eu                                         | (1969) | Ion Popescu Gopo                                            |
| 100 | Exodul spre lumină                                   | (1979) | Sabin Bălașa                                                |
| 101 | Expertiza de artă                                    | (1980) | Adrian Petringenaru                                         |
| 102 | Far West                                             |        | Florin Anghelescu                                           |
| 102 | Fata babei și fata moșului                           | (1969) | Liana Petruțiu                                              |
| 103 | Femeia de la Eva până în zilele noastre              | (1927) | Aurel Petrescu                                              |
| 104 | Fereastra                                            | (1977) | Laurențiu Sârbu                                             |
| 105 | Festivitate de premiere                              |        | Dinu Șerbescu                                               |
| 106 | Fetița de turtă dulce                                |        | Tatiana Apahidean                                           |
| 107 | Fir de mătase                                        |        | Tatiana Apahidean                                           |
| 108 | Fiul stelelor                                        | (1988) | Mircea Toia                                                 |
| 109 | Formica                                              | (1973) | Matty Aslan                                                 |
| 110 | Formica tot Formica                                  |        | Matty Aslan                                                 |
| 111 | Fotografii de familie                                | (1982) | Radu Igazsag                                                |
| 112 | Fresca                                               | (1979) | Bob Călinescu                                               |
| 113 | Furtuna                                              | (1977) | Ion Truică                                                  |
| 114 | Galaxia                                              |        | Sabin Bălașa                                                |
| 115 | Galilei                                              | (1984) | Mihai Bădică                                                |
| 116 | Gardul                                               | (1970) | Gelu Mureșan                                                |
| 117 | Geneză                                               |        | Mihai Bădică                                                |
| 118 | Glumă nouă cu fier vechi                             | (1964) | Bob Călinescu                                               |
| 119 | Graba strică treaba                                  | (1984) | Isabela Petrașincu                                          |
| 120 | Grădina                                              |        | Tatiana Apahidean                                           |
| 121 | Greierele și furnica                                 |        | Victor Antonescu                                            |
| 122 | Gura lumii                                           | (1965) | Horia Ștefănescu                                            |
| 123 | Hai la circ                                          | (1967) | Liana Petruțiu                                              |
| 124 | Haplea                                               | (1927) | Marin Iorda                                                 |
| 125 | Hibernarea                                           |        | Tatiana Apahidean                                           |
| 126 | Hidalgo                                              | (1975) | Ion Truică                                                  |
| 127 | Hiroshima                                            | (1983) | Ion Truică                                                  |
| 128 | Homo sapiens                                         | (1960) | Ion Popescu Gopo                                            |
| 129 | Icar                                                 |        | Mihai Bădică                                                |
| 130 | Iepurele și broaștele                                |        | Victor Antonescu                                            |
| 131 | Inima cea mică                                       |        | Liana Petruțiu                                              |
| 132 | Insula Negriței                                      |        | George Sibianu                                              |
| 133 | Intermezzo pentru o dragoste eternă                  | (1974) | Ion Popescu Gopo                                            |
| 134 | Ivan Turbincă                                        | (1993) | Radu Igazsag                                                |
| 135 | În pădurea lui Ion                                   | (1970) | Adrian Petringenaru                                         |
| 136 | Încurcă-lume                                         |        | Zeno Bogdănescu                                             |
| 137 | Îngerul împușcat                                     |        | Olimp Vărășteanu                                            |
| 138 | Întâmplări de Anul nou                               | (1982) | Flori Liceică-Rădulescu                                     |
| 139 | Joc de doi                                           | (1982) | Mihai Bădică                                                |
| 140 | Jocuri și jocuri                                     | (1980) | Laurențiu Sârbu                                             |
| 141 | La vânătoare                                         |        | Olimp Vărășteanu                                            |
| 142 | Legenda                                              | (1967) | Virgil Mocanu                                               |
| 143 | Leneșii mai mult aleargă                             |        | Tatiana Apahidean                                           |
| 144 | Leo și Leo                                           |        | Nell Cobar                                                  |
| 145 | Leul și șoarecele                                    |        | Horia Ștefănescu                                            |
| 146 | Lobodă                                               | (1939) | Ion Popescu Gopo                                            |
| 147 | Luna de pe cer                                       |        | Adrian Nicolau                                              |
| 148 | Lupul scamator                                       | (1981) | Isabela Petrașincu                                          |
| 149 | Maratonul Penelopei                                  |        | Luminița Cazacu                                             |
| 150 | Marea zidire                                         | (1974) | Ion Truică                                                  |
| 151 | Mătura năzdrăvană                                    |        | Iulian Hermeneanu                                           |
| 152 | Metafora                                             | (1980) | Mihai Bădică                                                |
| 153 | Mica bufniță                                         |        | Flori Liceică-Rădulescu                                     |
| 154 | Micul toboșar                                        |        | Virgil Mocanu                                               |
| 155 | Mimetism                                             | (1966) | George Sibianu                                              |
| 156 | Minunea                                              | (1976) | Liana Petruțiu                                              |
| 157 | Misiunea spațială Delta                              | (1984) | Mircea Toia și Călin Cazan                                  |
| 158 | Mitică                                               | (1963) | Nell Cobar                                                  |
| 159 | Monolog                                              | (1983) | Zoltan Szilagyi                                             |
| 160 | Motanul în cosmos                                    |        | Iulian Hermeneanu                                           |
| 161 | Motanul în lună                                      | (1926) | Aurel Petrescu                                              |
| 162 | Mozaic 4                                             |        | Adela Crăciunoiu                                            |
| 163 | Mozaic 6                                             |        | Cristian Marcu                                              |
| 164 | Muntele                                              | (1966) | Paul Socrate Mateescu                                       |
| 165 | Navigatorul                                          | (1993) | Olimpiu Bandalac                                            |
| 166 | Năzbâtiile lui Haplea                                |        | Nell Cobar                                                  |
| 167 | Năzdrăvanii                                          |        | Bob Călinescu                                               |
| 168 | Nimic despre Arhimede                                |        | Olimp Vărășteanu                                            |
| 169 | Nodul gordian                                        | (1979) | Zoltan Szilagyi                                             |
| 170 | Norii                                                |        | Mihai Bădică                                                |
| 171 | Nuca și Zidul                                        | (1990) | Radu Igazsag                                                |
| 172 | O călătorie în țări nemaipomenite                    | (1962) | Savel Stiopul                                               |
| 173 | O poveste cu ursuleți                                | (1953) | Matty Aslan                                                 |
| 174 | O zi                                                 |        | Radu Igazsag                                                |
| 175 | Ochelarii de soare                                   | (1991) | Tatiana Apahidean                                           |
| 176 | Odă                                                  | (1975) | Sabin Bălașa                                                |
| 177 | Omul sunător                                         |        | Ion Truică                                                  |
| 178 | Orașul                                               | (1967) | Sabin Bălașa                                                |
| 179 | Oul                                                  | (1967) | Constantin Mustețea                                         |
| 180 | Paiața                                               | (1968) | Virgil Mocanu                                               |
| 181 | Panoramic                                            |        | Nell Cobar                                                  |
| 182 | Parada cifrelor                                      |        | Isabela Petrașincu                                          |
| 183 | Paralele                                             | (1956) | Liviu Ghiorț                                                |
| 184 | Pata                                                 | (1966) | Liviu Ghiorț                                                |
| 185 | Patru pitici                                         | (1967) | Iulian Hermeneanu                                           |
| 186 | Păcală amorezat                                      | (1925) | Aurel Petrescu                                              |
| 187 | Păcală în Lună                                       | (1920) | Aurel Petrescu                                              |
| 187 | Pădurea cântă                                        | (1987) | Radu Igazsag                                                |
| 188 | Pățania lui Ion                                      | (1946) | Jean Moraru                                                 |
| 189 | Pățaniile Mariei                                     |        | Ion Manea                                                   |
| 190 | Pățaniile vulpoiului                                 |        | Olimp Vărășteanu                                            |
| 191 | Pe fir                                               | (1967) | Constantin Mustețea                                         |
| 192 | Pe un perete                                         | (1969) | Ion Truică                                                  |
| 193 | Pegas                                                | (1985) | Zaharia Buzea                                               |
| 194 | Penele negre                                         |        | Florin Anghelescu                                           |
| 195 | Penelopa în templul artelor                          |        | Luminița Cazacu                                             |
| 196 | Penelopa și cele nouă muze                           |        | Luminița Cazacu                                             |
| 197 | Penelopa și gelozia                                  |        | Luminița Cazacu                                             |
| 198 | Penelopa și omuleții albaștri                        |        | Luminița Cazacu                                             |
| 199 | Penelopa și Scufița Roșie                            |        | Luminița Cazacu                                             |
| 200 | Penelopa și uriașii cei răi                          |        | Luminița Cazacu                                             |
| 201 | Peripețiile lui Nod                                  |        | Dinu Petrescu                                               |
| 202 | Perpetuus renaștere                                  |        | Adrian Petringenaru                                         |
| 203 | Peșterile                                            |        | Tatiana Apahidean                                           |
| 204 | Picătura                                             | (1966) | Sabin Bălașa                                                |
| 205 | Pierde vară                                          | (1984) | Călin Giurgiu                                               |
| 206 | Pilule satirice                                      |        | Olimp Vărășteanu                                            |
| 207 | Pirații cosmosului                                   |        | Mircea Toia                                                 |
| 208 | Pisica, iepurele și nevăstuica                       |        | Horia Ștefănescu                                            |
| 209 | Piticul Cipi                                         |        | Iulian Hermeneanu                                           |
| 210 | Planeta vacanței                                     |        | Iulian Hermeneanu                                           |
| 211 | Plimbarea lui Esop                                   | (1967) | Geta Brătescu                                               |
| 212 | Podul                                                | (1985) | Olimpiu Bandalac                                            |
| 213 | Poem dinamic                                         | (1982) | Emanuel Țeț                                                 |
| 214 | Pompele                                              |        | Olimpiu Bandalac                                            |
| 215 | Portret                                              |        | Tatiana Apahidean                                           |
| 216 | Posada                                               |        | Ion Truică                                                  |
| 217 | Poveste cu cartonașe                                 | (1965) | Laurențiu Sârbu                                             |
| 218 | Poveste cu păpuși                                    |        | Flori Liceică-Rădulescu                                     |
| 219 | Poveste pe geamul înghețat                           | (1967) | Angela Buzilă                                               |
| 220 | Povestea micului cuc                                 |        | Liana Petruțiu                                              |
| 221 | Povești pe un fir de lână                            |        | Isabela Petrașincu                                          |
| 222 | Poveștile piticului Bimbo                            | (1970) | Horia Ștefănescu                                            |
| 223 | Primul cântec                                        |        | Radu Igazsag                                                |
| 224 | Principiul lanului                                   |        | Adrian Petringenaru                                         |
| 225 | Prostia omenească                                    | (1968) | George Sibianu                                              |
| 226 | Proverbe ilustrate                                   | (1927) | Aurel Petrescu                                              |
| 227 | Puiul                                                | (1972) | Laurențiu Sârbu                                             |
| 228 | Puiul cu chitara                                     |        | Florin Anghelescu                                           |
| 229 | Punctul                                              |        | Dinu Petrescu                                               |
| 230 | Punguța cu doi bani                                  | (1947) | Aurel Petrescu                                              |
| 231 | Punguța cu doi bani                                  | (1949) | Ion Popescu Gopo                                            |
| 232 | Punguța cu doi bani                                  | (1975) | Liana Petruțiu                                              |
| 233 | Quo vadis, Homo sapiens?                             | (1982) | Ion Popescu Gopo                                            |
| 234 | Raport                                               | (1980) | Ștefan Anastasiu                                            |
| 235 | Rapsodie în lemn                                     | (1960) | Bob Călinescu                                               |
| 236 | Rățoiul neascultător                                 | (1951) | Ion Popescu Gopo                                            |
| 237 | Rățoiul păcălit                                      |        | Bob Călinescu                                               |
| 238 | Remember                                             |        | Ion Truică                                                  |
| 239 | Ritm                                                 |        | Bob Călinescu                                               |
| 240 | Robinson Crusoe                                      | (1972) | Victor Antonescu                                            |
| 241 | România etnografică                                  | (1939) | Dem Demetrescu                                              |
| 242 | Romeo și Julieta                                     | (1968) | Bob Călinescu                                               |
| 243 | Rovine                                               | (1983) | Ion Truică                                                  |
| 244 | Salt mortal                                          | (1982) | Dinu Șerbescu                                               |
| 245 | Salva                                                |        | Ion Popescu Gopo                                            |
| 246 | Să ne jucăm de-a Terra                               |        | Liana Petruțiu                                              |
| 247 | Să nu uităm                                          | (1981) | Olimp Vărășteanu                                            |
| 248 | Sărutări                                             | (1969) | Ion Popescu Gopo                                            |
| 249 | Scrisorica                                           | (1949) | Bob Călinescu                                               |
| 250 | Scurtă istorie                                       | (1957) | Ion Popescu Gopo                                            |
| 251 | Sfera                                                | (1972) | Virgil Mocanu                                               |
| 252 | Soarele                                              |        | Tatiana Apahidean                                           |
| 253 | Soarele și trandafirul                               | (1965) | Iulian Hermeneanu                                           |
| 254 | Soclul                                               |        | Virgil Mocanu                                               |
| 255 | Spectacol pentru un licurici supărat                 |        | Flori Liceică-Rădulescu                                     |
| 256 | Spinii trandafirului                                 |        | Nell Cobar                                                  |
| 257 | Statuia                                              | (1983) | Olimpiu Bandalac                                            |
| 258 | Stejarul din Borzești                                | (1985) | Mihai Șurubaru                                              |
| 258 | Stejarul și trestia                                  | (1971) | Victor Antonescu                                            |
| 259 | Sticle                                               |        | Mihai Bădică                                                |
| 260 | Sticletele                                           | (1963) | Artin Badea                                                 |
| 261 | Șapte arte                                           | (1958) | Ion Popescu Gopo                                            |
| 262 | Șerbetul                                             |        | Mihai Bădică                                                |
| 263 | Și totuși se mișcă                                   | (1980) | Ion Popescu Gopo                                            |
| 264 | Șoaptele iernii                                      |        | Ion Truică                                                  |
| 265 | Șoricelul fotograf                                   |        | Flori Liceică-Rădulescu                                     |
| 266 | Șotronul                                             | (1975) | Laurențiu Sârbu                                             |
| 267 | Târgul de fete                                       | (1969) | Angela Buzilă                                               |
| 268 | Tatăl meu                                            |        | Olimp Vărășteanu                                            |
| 269 | Telefonul                                            |        | George Sibianu                                              |
| 270 | Temerarii de la scara doi                            | (1987) | Zaharia Buzea, Artin Badea, Marian Mihail, Ana-Maria Buzea  |
| 271 | Teoria chibriturilor                                 | (1982) | Nell Cobar                                                  |
| 272 | Teoria relativității                                 |        | Olimp Vărășteanu                                            |
| 273 | Timpul                                               |        | Constantin Păun                                             |
| 274 | Tocirea                                              |        | Radu Igazsag                                                |
| 275 | Toporul și pădurea                                   |        | Bob Călinescu                                               |
| 276 | Trei mere                                            | (1979) | Ion Popescu Gopo                                            |
| 277 | Trei pilule... greu de înghițit                      | (1979) | Ștefan Anastasiu                                            |
| 278 | Trei povești de dragoste                             | (1967) | Letiția Popa                                                |
| 279 | Tu?                                                  | (1983) | Ion Popescu Gopo                                            |
| 280 | Tudorel și Vasilică                                  | (1975) | Titus Mesaroș                                               |
| 281 | Ucenicul vrăjitor                                    | (1957) | Bob Călinescu                                               |
| 282 | Uimitoarele aventuri ale mușchetarilor               | (1987) | Victor Antonescu                                            |
| 283 | Umor pe sfori                                        | (1954) | Margareta Niculescu                                         |
| 284 | Un bob, două boabe...                                | (1982) | Norbert Taugner                                             |
| 285 | Valul                                                | (1968) | Sabin Bălașa                                                |
| 286 | Vânătoarea                                           |        | Ion Truică                                                  |
| 287 | Variațiuni                                           | (1969) | Olimp Vărășteanu                                            |
| 288 | Variațiuni cu haltere                                |        | Florin Anghelescu                                           |
| 289 | Vijelia                                              | (1984) | Dinu Petrescu                                               |
| 290 | Visul lui Boroboață                                  | (1961) | Florin Anghelescu                                           |
| 291 | Volumul                                              |        | Dinu Petrescu                                               |
| 292 | Vulpea păcălită                                      | (1952) | Bob Călinescu                                               |
| 293 | Vulpoiul campion                                     |        | Olimp Vărășteanu                                            |
| 294 | Zâmbetul                                             | (1965) | Constantin Mustețea                                         |
| 295 | Zâna de cerneală                                     |        | Iulian Hermeneanu                                           |
| 296 | Zdreanță                                             |        | Olimp Vărășteanu                                            |
| 297 | Zgribulici                                           | (1961) | Ștefan Munteanu                                             |
| 298 | Ziua însingurată                                     |        | Ion Truică                                                  |
| 299 | Zmeul                                                |        | Genoveva Georgescu                                          |
| 300 | Zmeul                                                | (1979) | Nicolae Alexi                                               |

## Seriale
| 1  | Aventuri submarine      |        | Victor Antonescu                              |
| 2  | Aventurile lui Bobo     |        | Florin Anghelescu                             |
| 3  | Bălănel și Miaunel      |        | Artin Badea                                   |
| 4  | Bob de grâu             | (1977) | George Sibianu                                |
| 5  | Clubul curioșilor       |        |                                               |
| 6  | Familia                 |        | Virgil Mocanu                                 |
| 7  | Mihaela                 |        | Nell Cobar                                    |
| 8  | Misiunea spațială Delta |        | Victor Antonescu                              |
| 9  | Misterul lui Niu        |        | George Sibianu                                |
| 10 | Novăceștii              |        | Constantin Păun                               |
| 11 | Oacă și Boacă           |        | Bob Călinescu                                 |
| 12 | Omul, învingătorul      |        |                                               |
| 13 | Pătrățel                |        |                                               |
| 14 | Peripețiile lui Ionuț   |        |                                               |
| 15 | Pic și Poc              |        | Olimp Vărășteanu                              |
| 16 | Pin-Pin                 |        | Luminița Cazacu                               |
| 17 | Planetele Otiliei       |        | Liana Petruțiu                                |
| 18 | Robinson Crusoe         |        | Victor Antonescu                              |
| 19 | Roboțel și Creionel     |        |                                               |
| 20 | Tainele desenului       |        |                                               |
| 21 | Temerarii de la scara 2 |        |                                               |
| 22 | Trei prieteni           |        | Laurențiu Sârbu                               |
| 23 | Țepi                    |        | Horia Ștefănescu                              |
| 24 | Ultima misiune          |        | Mircea Toia, Călin Cazan, Dan-Sorin Chisovsky |
| 25 | Vreau să știu           |        | George Sibianu                                |